# Unihouse

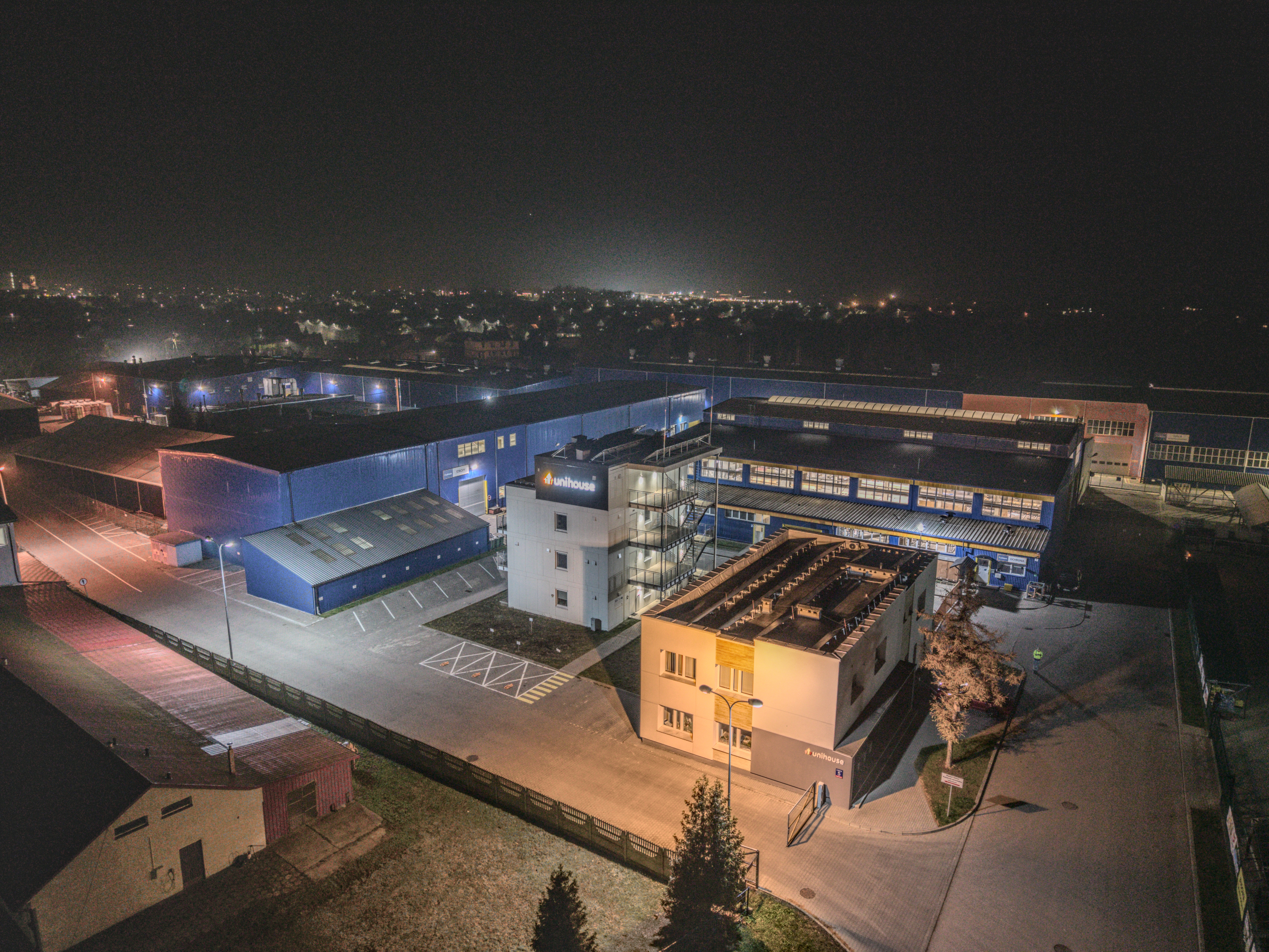
Widok na Unihouse

Unihouse S.A. to polska firma specjalizująca się w budownictwie modułowym, należąca do Grupy Unibep S.A., notowana na GPW. Firma rozpoczęła działalność w 2008 roku, kiedy Unibep przejął fabrykę domów modułowych w Bielsku Podlaskim (woj. podlaskie) umożliwiając rozwój technologii prefabrykacji drewnianej w Polsce.
W 2019 roku Unibep usamodzielnił Unihouse jako odrębną spółkę, co pozwoliło jej na większą elastyczność operacyjną oraz ekspansję na rynki zagraniczne, w tym Norwegię, Szwecję, Danię i Niemcy.
Obecnie Unihouse to jeden z producentów budownictwa modułowego w Europie, realizujący inwestycje w Polsce, Niemczech, Norwegii, Szwecji, Danii i Islandii.

## Działalność
Unihouse projektuje i buduje modułowe budynki wielorodzinne, obiekty użyteczności publicznej, hotele oraz domy seniora. Firma stosuje technologię prefabrykacji drewnianej, co pozwala na:
- Krótszy czas realizacji – montaż budynków trwa zaledwie kilka dni.
- Niższy ślad węglowy – budownictwo ekologiczne i energooszczędne.
- Ograniczenie hałasu i odpadów – większość prac odbywa się w fabryce.

W 2018 roku Unihouse otworzył nową halę produkcyjną w Bielsku Podlaskim, zwiększając swoje moce produkcyjne.

## Nagrody
- Złoty Certyfikat DGNB(inne języki) – Dom Seniora w Kalbach[3].
- Wohnbauten des Jahres 2024 – nagroda dla projektu SWSG (Niemcy)[4].
- Champion „Dom z klimatem” – nagroda Ministra Klimatu i Środowiska[5].
- Podlaska Marka Roku 2017[6].
- Orły Eksportu – finalista konkursu[7].
- Świadomy Wybór Newsweeka 2021[8].

## Certyfikaty
- Polityka Zintegrowanego Zarządzania
- System Zarządzania Jakością – ISO 9001:2015
- System Zarządzania – ISO 14001:2015
- System zarządzania bezpieczeństwem i higieną pracy – ISO 45001:2018
- Norweska aprobata techniczna (Sintef(inne języki))
- Norweska Aprobata Centralna
- RAL
- Cmf Cert
- Europejska Ocena Techniczna ETA (CE)

## Członkostwo w organizacjach branżowych
- Polska:
  - SEDG – Stowarzyszenie Energooszczędne Domy Gotowe[9].
  - Polski Klaster Budowlany[10].
- Norwegia:
  - NPCC (Norwesko-Polska Izba Handlowa)[11].
  - Boligprodusentene[12].
- Niemcy:
  - Koalition für Holzbau[13].